# Karel Chytil (biskup)
Karel Chytil (25. listopad 1919 – 15. září 2002) byl český tajně vysvěcený kněz a biskup skryté církve v Československu.

## Životopis
V mládí studoval na Lateránské universitě v Římě a připravoval se na kněžské svěcení, které však nepřijal, protože necítil povolání k celibátu. Během II. světové války pobýval ve Velké Británii, kde sloužil v RAF.
Po válce se vrátil do Československa a vystudoval sociologii na Filosofické fakultě University Karlovy. V 50. letech byl jakožto „západní voják“ persekvován komunistickým režimem. Teprve od roku 1968 mohl začít pracovat, a to v předmanželské a manželské poradně v Brandýse nad Labem. Oženil se a měl dva syny. V tzv. skryté či tajné církvi byl aktivní již od 60. let a roku 1977 byl tajným biskupem Felixem M. Davídkem tajně vysvěcen na kněze a roku 1988 byl tajně konsekrován na biskupa týmž biskupem. Patřil do skupiny tajné církve, kterou vedl Msgre Václav Dvořák. Po roce 1992 kněžské povolání nevykonával.